# Sony Xperia C4
Sony Xperia C4 (модельні номери — E5303, E5306,  E5353,  E5333, E5343, E5363 кодове ім'я — Cosmos) — це смартфон на базі Android, який продавався та вироблявся Sony Mobile Communications, і є наступником Xperia C3. Телефон був представлений 6 травня 2015 року і рекламувався як «смартфон для селфі», як і попередник. Через три місяці Sony представила свого наступника Xperia C5 Ultra. 26 травня 2015 року Dual версія пристрою випущена в Індії разом із Dual версією Xperia M4 Aqua.
Основними характеристиками телефону є 25-мм, 5-мегапіксельна фронтальна камера і восьмиядерний процесор 1,7 ГГц на базі MediaTek MT6752. Він був доступний у чорному, білому та в м’ятному кольорах.

## Характеристики смартфону

### Апаратне забезпечення
Смартфон працює на базі восьмиядерного процесора MediaTek MT6752, що працює із тактовою частотою 1,7 ГГц, 2 ГБ оперативної пам’яті, стандарта LPDDR3 і використовує графічний процесор Mali T760 MP2 для обробки графіки. Пристрій також має внутрішню пам’ять об’ємом 16 ГБ, із можливістю розширення карткою microSDXC до 128 ГБ. Апарат оснащений 5,5 дюймовим (140 мм відповідно) екраном із розширенням 1920 x 1080 пікселів, із щільністю пікселів на дюйм — 401 ppi, що виконаний за технологією IPS LCD. В пристрій вбудовано 13-мегапіксельну основну камеру, що може знімати 1080p-відео із частотою 30 кадрів на секунду, фронтальна камера на 5 Мп, знімає відео 720p із такою ж частотою, 30 кадрів на секунду. Дані передаються через роз'єм microUSB 2.0 а через бездротові модулів, то Wi-Fi (802.11 a/b/g/n), Bluetooth 4.1, вбудована антена стандарту GPS з A-GPS, GLONASS, NFC. Весь апарат працює від Li-ion акумулятора ємністю 2600 мА·год, що може пропрацювати у режимі очікування 682 годин, у режимі розмови — 11 годин, і важить 147 грами.

### Програмне забезпечення
Смартфон Sony Xperia C4 постачався із встановленою Android 5.0 «Lollipop» із накладеним інтерфейсом користувача Sony. Для пристрою було випущено оновлення до Android 6.0 «Marshmallow», 13 вересня 2016 року .